# ژرژ هاشم‌زاده
ژرژ هاشم‌زاده (ارمنی: Ժորժ Հաշէմզադէհ زاده ۱۷ اسفند ۱۳۴۱ در تهران) بازیگر، کارگردان، دستیار کارگردان و برنامه‌ریز ارمنی‌تبار اهل ایران است. وی از سال ۱۹۸۸ (۱۳۶۷) تاکنون مشغول فعالیت بوده است.

## فیلم‌شناسی

### کوتاه
۱۳۷۹، آخ تامار، مستند کوتاه

### تلویزیونی
- ۱۳۹۸ ترور خاموش (احمد معظمی)
- ۱۳۹۱ - تله‌فیلم «وقت بزرگ شدنه» شبکه ۳[۲]
- ۱۳۸۹ - تله‌فیلم «شیفت بعدی» شبکه ۳[۳]
- ۱۳۷۹–۱۳۸۰ - چراغ جادو (همایون اسعدیان) شبکه ۱

### نمایش خانگی
- ۱۴۰۱ - سرگیجه (بهرنگ توفیقی)

### سینمایی
| متن عنوان            | متن عنوان | کارگردان        | سمت                                       |
| -------------------- | --------- | --------------- | ----------------------------------------- |
| در سکوت              | ۱۳۹۴      | خودش            | کارگردان نویسنده                          |
| بوسیدن روی ماه       | ۱۳۹۰      |                 | فیلمبردار پشت صحنه                        |
| بازی                 | ۱۳۸۷      |                 | برنامه‌ریز                                 |
| زیر درخت هلو         | ۱۳۸۴      | ایرج طهماسب     | دستیار اول کارگردان و برنامه‌ریز           |
| نگین                 | ۱۳۸۰      | اصغر هاشمی      | دستیار کارگردان                           |
| آخر بازی             | ۱۳۷۹      | همایون اسعدیان  | دستیار اول کارگردان و برنامه‌ریز           |
| شوخی                 | ۱۳۷۸      | همایون اسعدیان  | دستیار کارگردان و برنامه‌ریز               |
| شهر زنان             | ۱۳۷۷      | عطاء الله حیاتی | برنامه‌ریز                                 |
| زندگی                | ۱۳۷۶      | اصغر هاشمی      | دستیار اول کارگردان و برنامه‌ریز           |
| عشق گمشده            | ۱۳۷۵      | سعید اسدی       | دستیار اول کارگردان و برنامه‌ریز           |
| سمفونی تهران         | ۱۳۷۳      |                 | دستیار اول کارگردان و برنامه‌ریز           |
| من زمین را دوست دارم | ۱۳۷۲      | ابوالحسن داودی  | جلوه‌های ویژه و گروه کارگردانی و برنامه‌ریز |
| بوی خوش زندگی        | ۱۳۷۳      | ابوالحسن داوودی | بازیگر                                    |
| راه و بیراه          | ۱۳۷۰      | سیامک شایقی     | بازیگر و گروه کارگردانی                   |
| ستاره و الماس        | ۱۳۶۷      |                 | منشی صحنه                                 |
| تا غروب              | ۱۳۶۷      | جعفر والی       | دستیار کارگردان                           |